# 小野今日子
小野 今日子（おの きょうこ、1973年5月15日 - ）は、日本のAV女優、ストリッパー。
AV女優としてはアクシスプロモーションに、ストリッパーとしては浅草ロック座に所属している。

## 略歴
高校卒業間もない18歳の時に、週刊プレイボーイ誌上のヌードグラビアでデビュー。以降、グラビア活動のみならず写真集やイメージビデオのリリースなどヌードモデルとして人気を博す。1996年に『エメラルド』でAVデビューし、並行してテレビ番組、Vシネマでも活動する。
1997年6月1日、浅草ロック座にてストリップ初舞台。
1999年頃にAV女優を引退し、ストリッパーに専念していたが、2006年10月に『復活!本番解禁でデジタルモザイク』でAV復帰した。
2007年11月、マカオでストリップ興行。
2008年10月以降、AV新作のリリースが無いが、ストリップ公演は継続している。

## 人物
愛称は「ハニーちゃん」。
趣味は長風呂、読書、音楽鑑賞、ドライブ。
特技は猫の爪切り、水泳、書道。

## 作品

### アダルトビデオ
デビューから一度目の引退まで
1996年
- エメラルド（9月22日、宇宙企画）
- アイドルを撃て（10月27日、宇宙企画）
- 薔薇を濡らして（12月15日、宇宙企画）

1997年
- 今日子の制服バイブル（2月9日、宇宙企画）
- 極私的エロス 心まで裸にされて（3月16日、宇宙企画）
- KYOKO（5月16日、アリスJAPAN）
- ダブル・レイプ（1997年6月13日、アリスJAPAN）
- ショットガン（8月23日、KUKI）
- 淫らな腰の天使たち 狂い泣きレイプエンジェル（9月30日、h.m.p）共演:小室友里、杉本れいな、麻生早苗、内田香織

1998年
- 女○事レイプ 覚醒遊戯（8月7日、アタッカーズ）
- Angel（12月25日、アイデアポケット）

1999年
- おしおき（1月1日、ハリウッドフィルム）
- パンスト＆ザーメン中出し（栗まん企画）

復活作以降
2006年
- 復活!本番解禁でデジタルモザイク 小野今日子 完全版（10月20日、Nadeshiko）
- 義母とデジタルモザイク 小野今日子 完全版（11月17日、Nadeshiko）
- 兄貴の嫁さん デジタルモザイク 小野今日子 完全版（12月22日、Nadeshiko）

2007年
- 調教家政婦 〜普通の家だと思ったらそこはなめだるまの家!〜 小野今日子 完全版（1月19日、Nadeshiko）
- 夢の超高級癒し系Wおでかけソープ嬢 完全版（2月16日、Nadeshiko）共演:愛田るか
- なでしこ 小野今日子 完全版（3月16日、Nadeshiko）
- 狙われた人妻（5月12日、隼エージェンシー）
- こだわりの手コキ 4時間SP 4 40人のハンドメイド（5月12日、隼エージェンシー）他39名出演
- 人妻のイケない欲望 誘惑する5人の人妻たち（6月16日、隼エージェンシー）他出演:松野ゆい、姫野りむ、星野いずみ、朝霧かすみ
- 中出しされた女教師たち（6月19日、BRAVO）他出演:宮沢愛菜、佐伯奈々、葉月志保、ひなの
- 抜きまくる人妻たち vol.2 美しい人妻30人のフェラ&手こき（6月19日、BRAVO）他29名出演
- 人妻の情事10 夫以外の男に中出しされた妻たち（7月13日、隼エージェンシー）他出演:岡本きら、杏珠、日夏ともえ、榊彩弥
- 熟女のオナニー 熟女26人の生 本気オナニー（12月21日、Nadeshiko）他25名出演

2008年
- こだわりの手コキ 人妻編（3月8日、隼エージェンシー）他多数出演
- 脱いでこそ 恍惚の美熟女ストリッパー（9月16日、マキシング）共演:山口玲子

### Vシネマ
- 平成版「ピンクのストッキング」[2]
- 「吸血温泉へようこそ」[2]

### テレビ番組
- 平成女学園（1992年）
- A女E女（1997年）- 催眠術に悶える女性役
- 志村XYZ（1997年）
- 上岡龍太郎のイチャ門天（1997年）
- せつない（1998年）

### 写真集
- SEXY SMILE（1992年、ワニブックス）
- INCARNATION（1994年、リイド社）
- 春便り 小野今日子の素肌メッセージ（1995年、マドンナ社）
- ストリッパー 四 今日子（1998年、TIS）

### イメージビデオ
- SUMMER ILLUSION（1992年、オリーブビデオ）DVD復刻
- 夏の花束（1992年、英知出版）